# Freddy Sijthoff
Fredrik Willem (Freddy) Sijthoff (25 juni 1921 - Den Haag, 1 maart 2009) was een Nederlands zakenman en uitgever.
Sijthoff was een kleinzoon van Albert Sijthoff, de oprichter van de Haagsche Courant. Freddy Sijthoff was tot 1983 directeur van deze krant, en verkocht zijn aandelen in 1994 aan uitgeverij Wegener. Sijthoff bleef echter langs de zijlijn betrokken bij het wel en wee van het blad.
Tevens was Sijthoff van 1957 tot 1983 directeur en eigenaar van Sijthoff Pers, dat hij leidde samen met zijn broer Appie. Hij stelde zich daarbij vooral op als "behartiger van de journalistieke belangen". Vanaf 1983 was hij nog tien jaar commissaris. Hij verkocht ook dat bedrijf aan uitgeverij Wegener, in nauwe samenwerking met zijn zoon Willem Sijthoff.
Hij overleed op 1 maart 2009 op 87-jarige leeftijd in zijn woonplaats Den Haag.